# Asistente administrativo
Una persona responsable de proporcionar varios tipos de asistencia administrativa se denomina asistente administrativo (asistente administrativo) o, a veces, especialista en apoyo administrativo. Los Asistentes administrativos se encargan de asegurar el buen funcionamiento de una oficina o empresa realizando labores administrativas, tales como archivar, planificar y coordinar las actividades generales de la oficina, además de redactar los reportes correspondientes.

## Deberes laborales
Los asistentes administrativos realizan tareas administrativas en casi todas las industrias. Algunos asistentes administrativos, como los de la industria legal, pueden estar más especializados que otros. La mayoría de los deberes de los asistentes administrativos giran en torno a la gestión y distribución de información dentro de una oficina. Esto generalmente incluye contestar teléfonos, tomar notas y mantener archivos. Los asistentes administrativos también pueden estar a cargo de enviar y recibir correspondencia, así como de atender a los clientes.
Contabilidad
Los asistentes administrativos en algunas oficinas pueden encargarse de monitorear y registrar los gastos. Los deberes pueden variar desde la creación de hojas de cálculo hasta la notificación de gastos a un gerente de oficina. Como tal, es posible que se requiera que algunos asistentes administrativos tengan conocimientos en software de contabilidad de oficina, como Microsoft Excel.
Planificación y programación
La planificación de eventos como reuniones de la junta y almuerzos también puede ser responsabilidad de los asistentes administrativos. Esto puede requerir investigar los precios de los proveedores o preguntar sobre la disponibilidad de los participantes. Otros deberes pueden incluir programar citas y preparar materiales de presentación.
Documentación
Los asistentes administrativos también pueden ayudar a los miembros de la oficina con la documentación. Además de almacenar, organizar y administrar archivos, los asistentes pueden necesitar escribir, editar y corregir documentos. Algunos asistentes pueden necesitar tomar dictados o registrar las actas de las reuniones.

## Funciones laborales especializadas
Es posible que se requiera que los asistentes administrativos en algunos campos tengan un amplio conocimiento profesional. En consecuencia, las funciones de estos asistentes pueden ser más especializadas. Por ejemplo, es posible que los asistentes administrativos legales deban tener una comprensión profunda de la terminología y los procedimientos legales, mientras que los asistentes médicos pueden necesitar estar bien versados en el trato con las compañías de seguros y la lectura de informes médicos.
En esta función, también se les conoce como especialistas de apoyo administrativo.

## Perspectivas de empleo e información salarial
Se esperaba un crecimiento promedio del empleo del 12% para secretarias y asistentes administrativos, de 2012 a 2022, según la Oficina de Estadísticas Laborales de EE. UU. (BLS). Los secretarios generales y asistentes administrativos, que no se desempeñan como secretarios legales, médicos o ejecutivos, ganaron un salario promedio anual en 2018 de $52,840, según el BLS.
- Proporcionar servicio al cliente

- Administrar el inventario de activos y suministros, buscar proveedores (vendedores) y enviar facturas
- Programación y coordinación de reuniones y presentaciones, entrevistas, eventos y otras actividades similares
- Envío y recepción de correo y paquetes.
- Envío de faxes y correos electrónicos
- Gestión de documentos y archivos.
- Envío y recepción de documentos para la empresa.
- Contestando el teléfono
- Ayudar en varias operaciones diarias.
- Operar una variedad de máquinas de oficina, como fotocopiadoras y computadoras.
- Saludo a invitados y visitantes

## Expectativas del empleador
Los empleadores buscan trabajadores con conocimientos, combinación de habilidades, rasgos personales y actitudes. Incluyen:
- Ser bien organizado

- Ser cortés
- Fiabilidad
- Fuerte ética de trabajo
- Productividad
- Profesionalismo
- Habilidades de resolución de problemas y pensamiento crítico.
- Buenas habilidades técnicas, interpersonales y de comunicación.
- Enfoque en el cliente
- Discreción
- Capacidad multitarea
- Habilidades de trabajo en equipo y colaboración[5]
- Gestión del tiempo